# Hoquei Club Piera
L'Hoquei Club Piera és una entitat esportiva de Piera, a l'Anoia, dedicada a la pràctica de l'hoquei patins. Es va fundar l'any 1960. Els seus millors anys els va viure entre les temporades 1983-84 i 1991-92; 1994-94 i 1997-98; i 1999-00, quan va militar a la Divisió d'Honor espanyola. La temporada 1986-87 va participar en la Copa de la CERS. L'any 2000 creà un equip femení, que la temporada 2007-2008 ascendí a Primera Nacional Catalana. Actualment disposa d'onze equips en diferents categories. Els colors històrics del club són el verd i el blanc.